# Lisimachia
Lisimachia (in greco antico: Λυσιμάχεια?, Lysimácheia) era un'antica città situata all'estremità nord-occidentale del Chersoneso tracico, nell'attuale provincia turca di Çanakkale, in prossimità del golfo di Saros.

## Storia

### Età ellenistica
Lisimachia fu fondata nel 309 a.C. da Lisimaco, a quel tempo satrapo di Tracia, il quale distrusse le città di Cardia e Pactye per far spazio al nuovo insediamento; la città diventò un importante baluardo contro le invasioni di galli e traci, ma, già nel 287 a.C. fu devastata a seguito di un terremoto. Fu ricostruita e alla morte di Lisimaco nel 281 a.C., il suo corpo fu seppellito in un tempio a lui dedicato, il Lysimacheion; la città fu quindi prima occupata da Tolomeo Cerauno, il quale vi si fece incoronare, e poi da Tolomeo II Filadelfo. La città passò infine sotto il controllo dell'impero seleucide e nel 277 a.C. fu teatro di un'importante battaglia tra Antigono II Gonata e un'orda gallica; diventò inoltre un membro esterno della lega etolica. Nel 202 a.C. fu conquistata da Filippo V di Macedonia e nel 198 a.C. fu devastata da un'invasione di traci; nel 196 a.C. fu ricostruita da Antioco III il Grande, il quale però lasciò che l'Europa, e quindi anche tutto il Chersoneso, fosse conquistata dai Romani nel 190 a.C.

### Età romana
In età romana la città entrò in un periodo di forte decadenza, tanto che alla fine del I secolo Plinio il Vecchio la descrive come praticamente deserta. Viene citata per l'ultima volta nel IV secolo con il suo nome da Ammiano Marcellino.